# 王僧辯
王僧辯（5世紀—555年10月27日），字君才，太原祁（今山西祁縣）人，南梁將領。右衛將軍王神念之子。

## 生平
王僧辯早年隨父親南歸南梁，一直跟隨著梁武帝子湘東王蕭繹，歷任中兵參軍及貞毅府諮議參軍，後任竟陵太守。梁大寶元年（550年），發生侯景之亂，侯景發兵攻至台城，包圍梁武帝，萧绎派王僧辩勤王。後侯景攻入建康，以武帝名义解散勤王军队，王僧辩等建议都督柳仲礼讨伐侯景，柳仲礼不听，解散军队，投降侯景，王僧辩也随之投降及入见。侯景派王僧辩回归本任，王僧辩于是回到萧绎身边，助萧绎攻杀其侄湘州刺史河东王萧誉。陳霸先在始興（今廣東韶關西南）起兵，受蕭繹節制。
大寶二年（551年），蕭繹命王僧辯與陳霸先會合，東下進攻盤據建康（今江蘇南京）已四年之久的侯景，侯景戰敗而逃，被部下所殺。不久，蕭繹就在江陵自立為帝，是為梁元帝。西元554年，西魏趁機發兵江陵，蕭繹被殺，陳霸先、王僧辯立蕭繹第九子蕭方智，稱梁王於建康。
天成元年（555年）王僧辯單獨与北齊媾和，扶植梁武帝姪兒貞陽侯蕭淵明為帝，引發陳霸先不滿。陈霸先苦劝无效，遂于是年9月起兵诛杀王僧辯，仍立蕭方智為帝。後萧方智禅位，陈霸先代梁称帝建立陈朝，是為陳武帝。

## 家族
长子王顗。唐睿宗妃嫔王德妃、贤妃王芳媚姐妹二人都是王顗后裔。
次子王颁。王颁随隋军伐陈，其后掘开陈霸先墓，将骨骸焚化成灰，加水喝进肚中。
三子王頠。
有子王颙，隋礼部侍郎。王颙有一八世孙女嫁文林郎、试左武卫兵曹参军彭城刘思友，另一八世孙女嫁杞王府咨议、分司东都弘农杨某。
有子王頍，后因参与隋汉王杨谅作乱被杀。

## 延伸阅读
[在维基数据编辑]
 《梁書·卷45》，出自姚思廉《梁書》

## 註解
1. ↑  南史第六十三卷.   [2007-10-11]. （原始内容存档于2007-10-11）.。
2. ↑  陳書第一卷.   [2006-11-12]. （原始内容存档于2006-05-25）.； 南史第九卷.   [2008-02-10]. （原始内容存档于2008-02-10）.。